# Uahekua Herunga
Uahekua Herunga (* 25. Oktober 1969 in Omuhiva, Südwestafrika) ist ein namibischer Politiker der SWAPO. Er war von 2012 bis 2015 Minister für Umwelt und Tourismus im Kabinett Pohamba II.
Herunga war von 2010 bis 2020 Mitglied der Nationalversammlung. Er verlor sein Abgeordnetenmandat, nachdem die SWAPO bei der Parlamentswahl 2019 lediglich 63 Sitze gewinnen konnte. Herunga befand sich auf Listenplatz 77.
Herunga war offizieller Vertreter Namibias bei der UN-Klimakonferenz in Montreal 2005. Er ist studierter Lehrer und arbeitete als solcher von 1998 bis 2007. Herunga hält ein Diplom des Ongwediva College of Education aus dem Jahr 1997. 